# Acronicta ybasis
Acronicta ybasis är en fjärilsart som beskrevs av Dyar 1918. Acronicta ybasis ingår i släktet Acronicta och familjen nattflyn. Inga underarter finns listade i Catalogue of Life.